# TBWA\Chiat\Day
TBWA\Chiat\Day est une agence de publicité issue de la fusion entre Chiat\Day et TBWA en 1995. Il s'agit de la division américaine de l'agence de communication TBWA Worldwide. L'agence possède des bureaux à Los Angeles, New York et Nashville.

## Chiat\Day avant la fusion

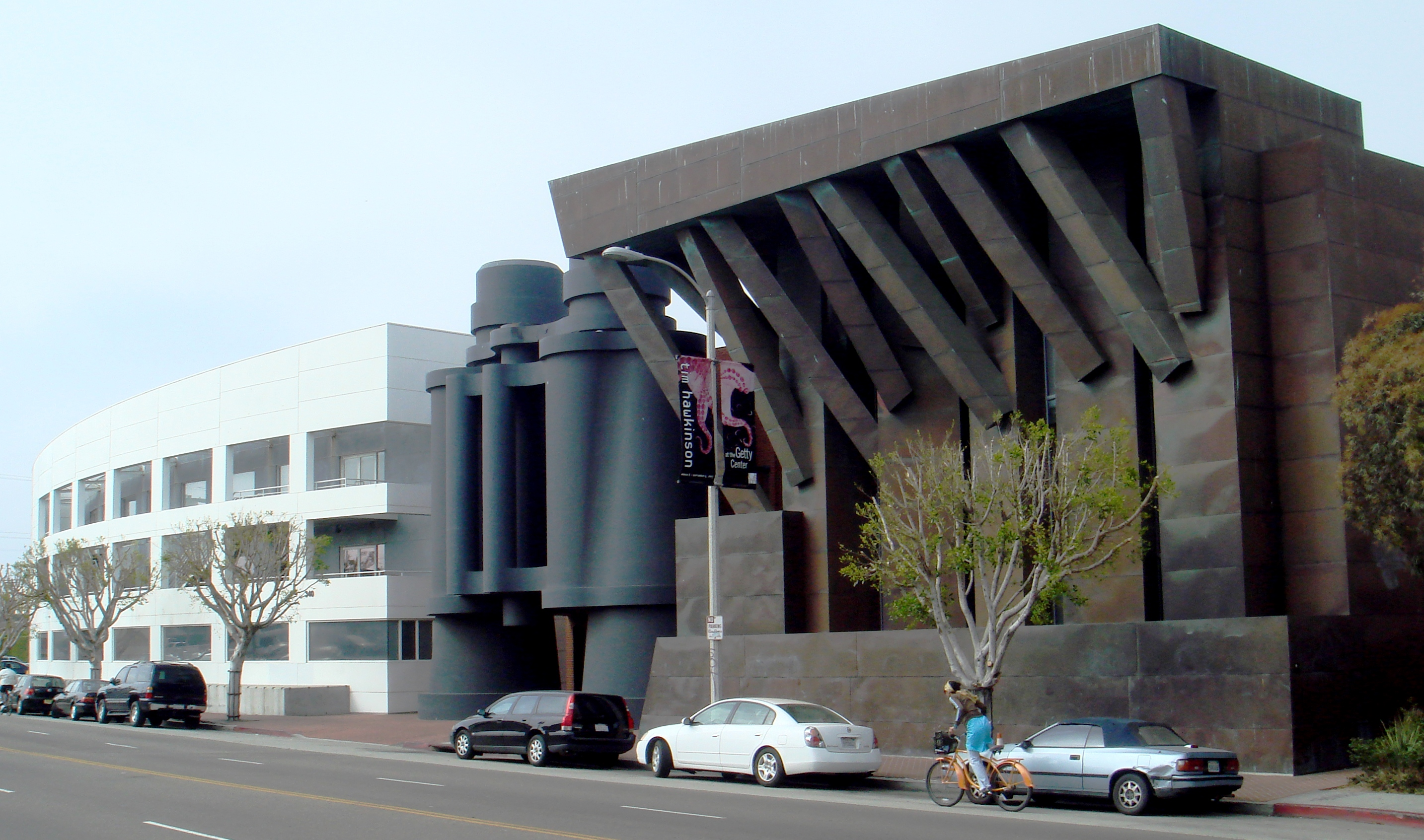
Chiat/Day Building, siège de Chiat\Day à Venice, aujourd'hui occupé par DDB Worldwide.

Chiat\Day aussi connu sous le nom de Chiat\Day Inc. Advertising est une agence de communication créée par Jay Chiat et Guy Day jusqu'alors concurrents, à Los Angeles en octobre 1968. Day en devient le président en gagnant au pile ou face.
Chiat\Day est connue pour avoir produit la publicité 1984 pour le Macintosh d'Apple. Deux publicités de Chiat\Day se retrouvent dans le classement du Top 100 des campagnes publicités : 1984 (12e) pour le Macintosh d'Apple et le Lapin Energizer (34e). En 1980 et en 1988, Chiat\Day est nommée Agence de l'année par le magazine Advertising Age.